# Sans Pareil
Die Sans Pareil ist eine von Timothy Hackworth konstruierte Dampflokomotive. Sie nahm 1829 am Rennen von Rainhill der Liverpool and Manchester Railway teil. Der Name der Lokomotive ist französisch und bedeutet so viel wie „unvergleichlich“ oder „ohne Gleichen“.

## Beschreibung

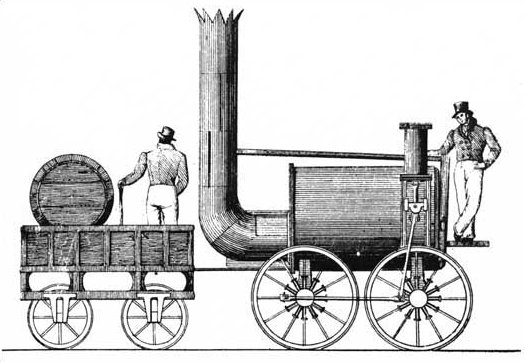
Zeichnung der Sans Pareil aus dem Jahr 1829

Obwohl es sich für die damalige Zeit um eine leistungsfähige Lokomotive handelte, war sie der Maschine Rocket von George und Robert Stephenson, die das Rennen von Rainhill gewann, unterlegen. Anstelle des Flammrohrkessels verfügte die Sans Pareil über einen doppelten Rücklaufkamin. Um die Heizfläche zu vergrößern, wurden die beiden Schornsteine am vorderen Ende des Kessels durch ein U-förmiges Rohr verbunden. Feuerraum und Schornstein befanden sich beide am selben Ende, wobei sich auf jeder Seite einer befand.
Die Sans Pareil hatte zwei Zylinder. Diese waren vertikal am gegenüberliegenden Ende des Schornsteins montiert waren und die vordere Treibachse direkt antrieben, während die hintere Treibachse, wie bei vielen Dampflokomotiven, über Pleuelstangen angetrieben wurde.

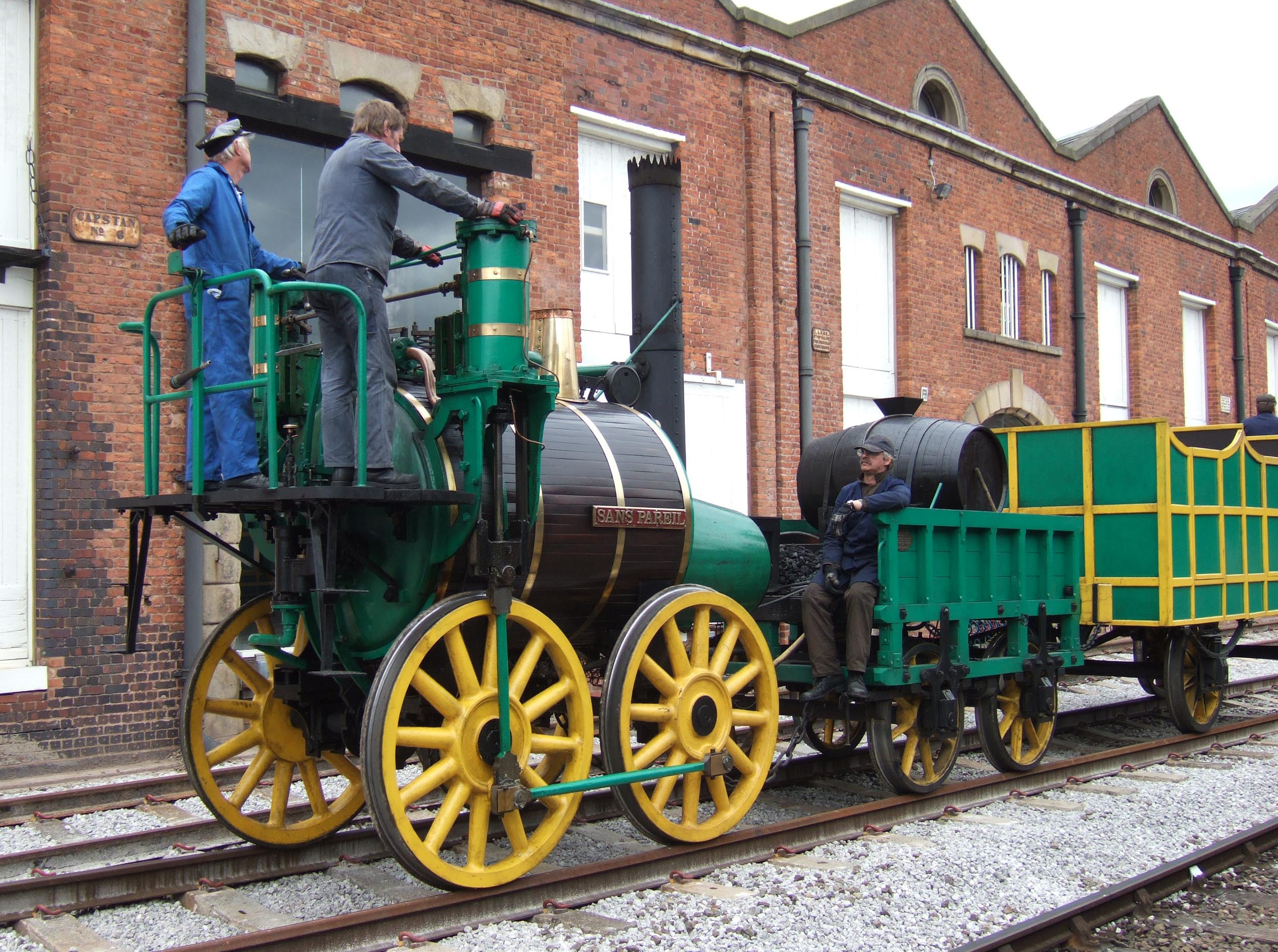
Nachbau im Museum of Science and Industry (Manchester)

Bei dem Rennen von Rainhill wurde die Sans Pareil vom Preis ausgeschlossen, da sie mit 4,81 Tonnen zu schwer war. Zwar zeigte sie sehr gute Leistungen, hatte jedoch aufgrund ihrer vertikalen Zylinder eine ungewöhnliche Art zu rollen. Der „Druckstoß“ aus dem Strahlrohr war jedoch, wie bei den meisten Lokomotiven Hackworths, sehr stark, so dass der größte Teil des Kokses unverbrannt aus dem Schornstein ausgestoßen wurde. Deswegen verbrauchte die Lokomotive zu viel Koks. Wegen eines gerissenen Zylinders wurde die Lokomotive aus dem Wettbewerb genommen. Die geplante Dicke der Zylinderwände betrug etwa 44 mm, aber zum Zeitpunkt des Versagens betrug sie lediglich 16 mm. Die Zylinder waren durch die Robert Stephenson & Co. hergestellt worden. Die Unterstützer Hackworths riefen deswegen „Foul!“. Trotzdem ist, da Stephenson über zwanzig Zylinder gießen ließ und Timothy Hackworth die besten zwei für die Lokomotive auswählte, eine List der Stephensons, die bei Rennen von Rainhill direkte Konkurrenten waren, unwahrscheinlich. Nach dem Rennen von Rainhill kaufte die Liverpool and Manchester Railway die Rocket. Auch die Sans Pareil wurde von ihr erworben. Danach wurde die Sans Pareil schließlich an die Bolton and Leigh Railway verpachtet, wo sie bis 1844 in Betrieb war. Bis 1863 wurde die Sans Pareil dann von John Hargreaves als stationärer Kessel in der Coppull Colliery in Chorley verwendet. Danach wurde die Lokomotive restauriert und im Patent Office Museum präsentiert. Die Lokomotive ist heute im Locomotion Museum in Shildon ausgestellt.

## Nachbau
Eine Nachbildung der Lokomotive aus dem Jahr 1980, die sich im Besitz des National Railway Museum befindet, wird heute im neuen Nebengebäude des Shildon Locomotion Museum, in dem auch die Originallokomotive aufbewahrt wird, ausgestellt.

## Modellbau
In den 1970er Jahren produzierte in Basel die kleine Firma L-S LOC AG mehrere Live Steam-Modelle, darunter auch die Sans Pareil in mehreren Chargen von je 500 Stück. Die sichtbaren Oberflächen der Modelle wurden vergoldet, um die hartgelöteten Stellen zu verdecken. Die Sans-Pareil der L-S LOC AG gehört zu den kleinsten Dampflokomotiven, die jemals in Serie in der Spurweite HO hergestellt wurden. Die Produktion aller Modelle wurde nach 1980 eingestellt.